# Pericoma maroccana
Pericoma maroccana är en tvåvingeart som beskrevs av Vaillant 1955. Pericoma maroccana ingår i släktet Pericoma och familjen fjärilsmyggor. Inga underarter finns listade i Catalogue of Life.